# Jröne Jong

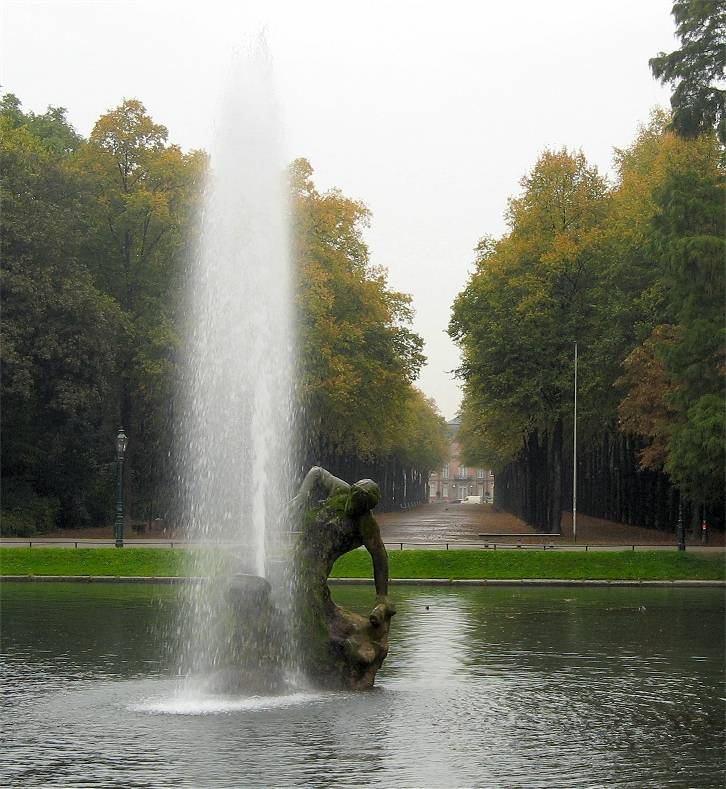
Figurengruppe Jröne Jong, 2007

Jröne Jong ist der volkstümliche Titel einer Figurengruppe des Bildhauers Joseph Hammerschmidt im Runden Weiher des Hofgartens in Düsseldorf. Die ursprünglich Das gestörte Frühstück oder Der ungebetene Gast genannte Skulptur entstand 1899/1900 aus französischem Kalkstein und stellt Triton dar, wie er bei seinem Mahl von einem auftauchenden Flusspferd überrascht wird. Aus dem Maul des Flusspferds erhebt sich eine Fontäne, die nach Westen hin den Point de vue der Reitallee des Alten Hofgartens bildet.

## Beschreibung
Auf einem Felsen, der aus der Wasserfläche aufragt, sitzt der Meeresgott Triton. Er ist im Begriff seine Mahlzeit einzunehmen, die aus Fischen und anderem Meeresgetier besteht. Da taucht plötzlich der mächtige Kopf eines Flusspferds auf. Aus dem weit geöffneten Maul stößt es eine Wasserfontäne in die Höhe. Augen und Mund erschrocken geöffnet, die rechte, mit Schwimmhäuten besetzte Hand zur Abwehr erhoben, sich mit dem linken Arm auf ein Tritonshorn stützend, weicht der Meeresgott zurück.

## Geschichte
Als unter Kurfürst Karl Theodor von der Pfalz der jülich-bergische Fiskus in Düsseldorf den Alten Hofgarten im Jahr 1774 mit Plastiken ausstattete, wurden an den eingekerbten Ecken des rechtwinkligen Bassins am Ende der barocken Reitallee vier Löwen-Skulpturen aufgestellt, die der Bildhauer Gabriel Grupello ursprünglich für den Sockel des Jan-Wellem-Reiterdenkmals gegossen hatte. Zusätzlich wurde als Gloriette des Bassins ein Chinesischer Pavillon aufgebaut. Diese Anlage wurde zerstört, als französisches Militär während des Ersten Koalitionskriegs die Stadt Düsseldorf besetzte und in dieser Zeit den Bereich um die Stadtbefestigung freiräumen ließ. Im frühen 19. Jahrhundert machte sich der Landschaftsgärtner Maximilian Friedrich Weyhe daran, das noch bestehende Bassin nach dem Schema des Englischen Landschaftsgartens zu einem „runden Weiher“ umzugestalten. Wahrscheinlich bereits 1871 erhielt diese Wasserfläche Düsseldorfs erste Fontäne. Deren Stahlrohr war durch eine Staffage aus Grottensteinen abgedeckt.
Angeregt von Mischwesen aus zeitgenössischen Bildmotiven, etwa aus dem Gemälde Im Spiel der Wellen (1883) von Arnold Böcklin, entwarf der Bildhauer Friedrich Coubillier um 1897 für den Stadtgraben an der Königsallee den Tritonenbrunnen, der im Rahmen einer städtebaulichen Stadtverschönerungsmaßnahme in den Jahren 1898–1902 ausgeführt wurde. In jener Zeit modellierte der Bildhauer Joseph Hammerschmidt „aus Spaß an der Freude“ als Groteske oder Karikatur zu Coubilliers Motiv die Tonskizze Das gestörte Frühstück. Humoristisch zeigte er darin, wie Coubilliers Triton bei seinem Fisch-Frühstück von einem Flusspferd überrascht wird. Thusnelde Oeder (1860–1931), die Tochter des Industriellen Ludwig Haniel und Gattin des Düsseldorfer Landschaftsmalers Georg Oeder, war von diesem Motiv derart begeistert, dass sie sich entschloss, die Tonskizze Hammerschmidts ausführen zu lassen. Ihren Mann bat sie, das Kunstwerk der Stadt Düsseldorf zu stiften.

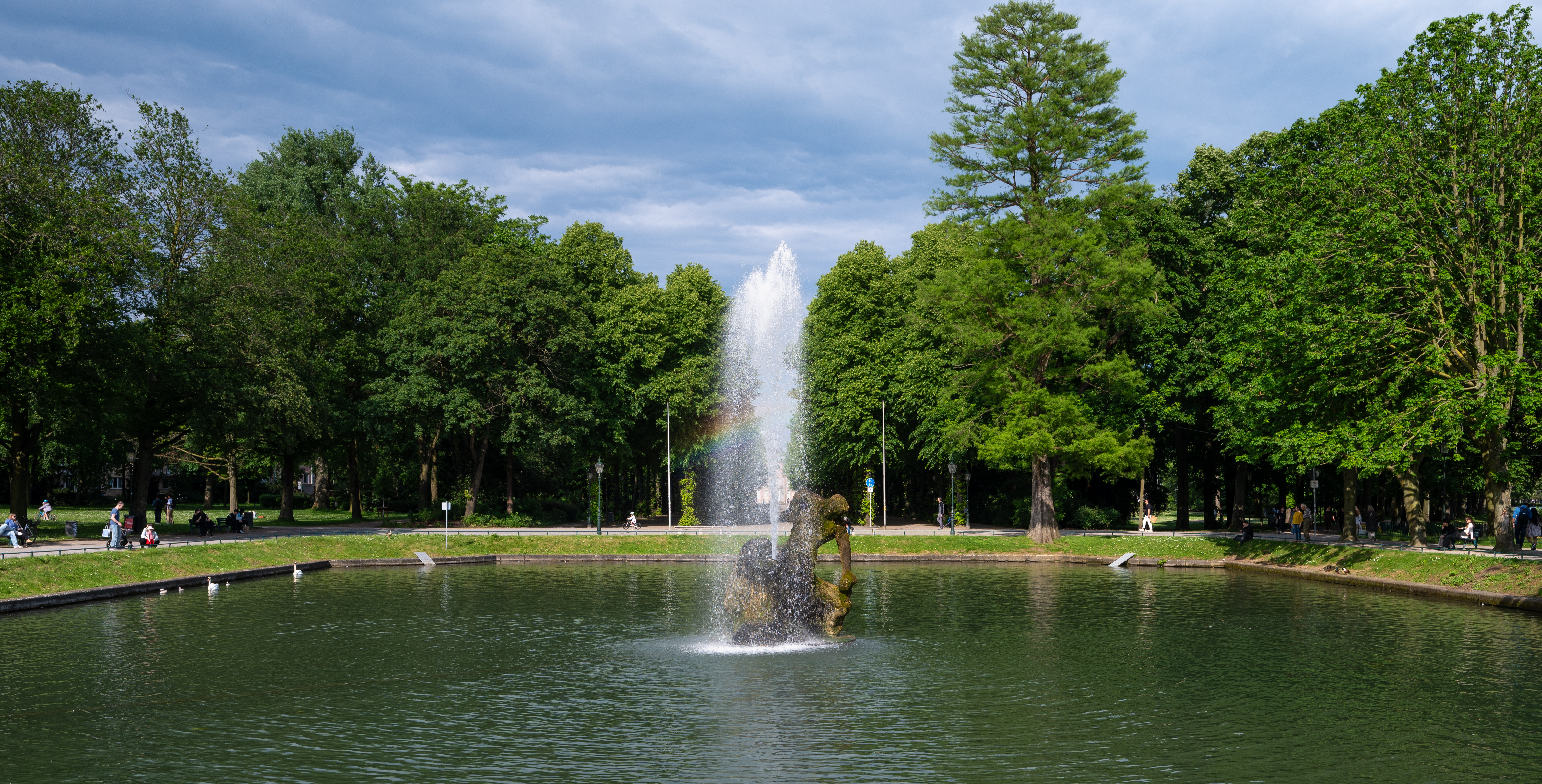
Ansicht des Runden Weihers, 2024

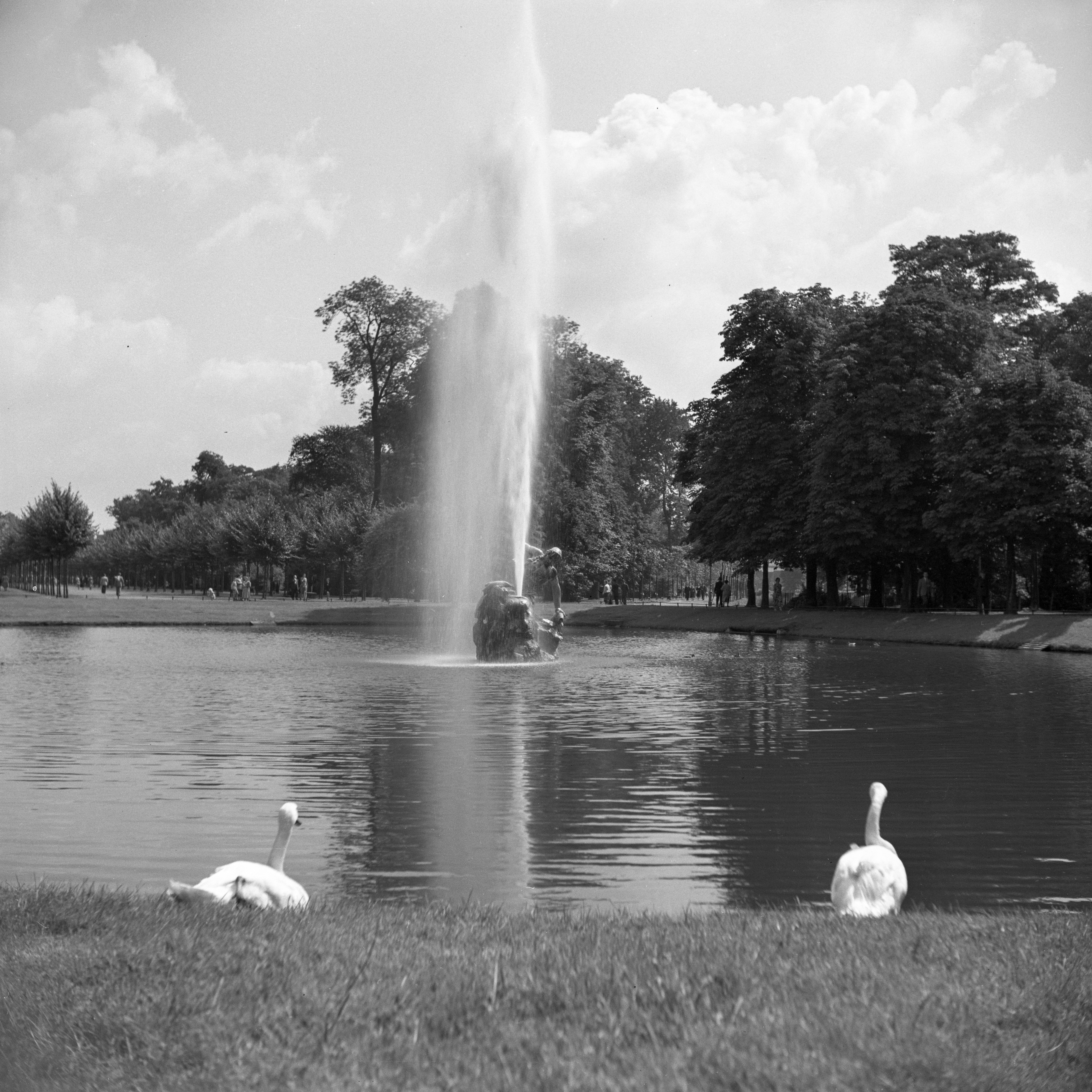
Wiederherstellung nach dem Zweiten Weltkrieg, 1953

1899 begannen die Baumaßnahmen für die Errichtung der Skulptur im Runden Weiher. Um das Material anliefern zu können, baute man eine Brücke vom Ufer bis zur Mitte des Teiches. Strenger Winterfrost ließen die Bauarbeiten für einige Monate ruhen, ehe im April 1900 die Fontäne der Skulptur in Betrieb ging. Anfangs waren die Figuren Tritons und des Flusspferds in ihren feinen Details gut zu erkennen, doch bald siedelten sich auf der Kalksteinoberfläche der Skulptur Moose und Algen an. Trotz jährlicher Reinigung, die der Stadtgärtner Heinrich Hillebrecht durchführen ließ, bildete sich immer wieder ein grüner Überzug, wonach der Volksmund die Skulptur im Düsseldorfer Platt „Jröne Jong“ (‚grüner Junge‘) taufte.
Das Objekt wurde nicht nur begeistert aufgenommen. In einer Aktennotiz kritisierte ein städtischer Beigeordneter um die Jahrhundertwende:

„Der Tiermensch ist unschön, der Nilpferdkopf nur von der Seite als solcher erkennbar. Ich verstehe nicht warum, weshalb die heutige Kunst, d. h. die moderne Richtung statt des Schönen das Hässliche zum Vorwurf nimmt. Auch ist die Figurengruppe zu eckig. Sodann sehe ich in der aufsteigenden Gischtsäule eine Verunschönerung des Landschaftsbildes. Man konnte bisher von der Goldenen Brücke aus durch die Reitallee auf Schloss Jägerhof sehen, nunmehr ist alles vollständig verdeckt.“

Am Ende des Zweiten Weltkriegs war der „Jröne Jong“ beschädigt. 1951 begann Hermann Isenmann, der künstlerisch-technische Leiter der Gipswerkstatt der Kunstakademie Düsseldorf, mit der Rekonstruktion. Der ebenfalls beschädigte Runde Weiher wurde in der Nachkriegszeit von dem Landschaftsarchitekten Ulrich Wolf als barockes Bassin rekonstruiert. 1998 erfolgte die Unterschutzstellung als Baudenkmal. 2013 wurde die Brunnenanlage um eine temporär aktive Wasser- und Lichtinstallation des Künstlers Kanjo Také (* 1953) erweitert.